# Шмидт, Вальтер (футболист)
Ва́льтер Шми́дт (нем. Walter Schmidt; 2 августа 1937, Бремерхафен, Бремен — 25 октября 2024, Брауншвейг, Нижняя Саксония) — западногерманский футболист, играл на позиции защитника и полузащитника.

## Биография

### Игровая карьера
В 1959 году Шмидт присоединился к брауншвейгскому «Айнтрахту», за который в течение четырёх сезонов играл в северной Оберлиге. В 1963 году была образована Бундеслига и Шмидт продолжил играть за эту команду. Журнал «Fußball-Sport» с 1964 по 1966 год называл его самым стабильным игроком Бундеслиги, отмечая его вклад в игре против лучших нападающих, в том числе и Уве Зеелера. С 1963 по 1966 год Шмидт сыграл 100 матчей подряд в Бундеслиге и благодаря этому является автором уникального рекорда — он стал первым и единственным игроком с этим достижением.
В 1967 году в составе брауншвейгского «Айнтрахта» завоевал чемпионский титул. Всего за «Айнтрахт» сыграл более 300 матчей и в этом же клубе в 1970 году закончил карьеру.

### Жизнь после футбола
По окончании карьеры работал учителем физкультуры, биологии и географии в школах Брауншвейга и Ганновера.
Скончался 25 октября 2024 года в Брауншвейге после продолжительной болезни в возрасте 87 лет.